# Klawiatura fonetyczna
Klawiatura fonetyczna – to układ klawiatury, w którym litery danego języka są przyporządkowane klawiszom innego układu klawiatury, zazwyczaj QWERTY, w sposób odpowiadający ich wymowie. Rozwiązanie to m.in. ułatwia pisanie, jeżeli nie są dostępne oznaczenia liter danego języka, a ułożenie liter w standardowym układzie znacząco się różni.
W niektórych krajach standardowy układ klawiatury, nierzadko też jedyny, jest właśnie klawiaturą fonetyczną.

## Klawiatury bazujące na układzie QWERTY

### Układy bułgarskie
W Bułgarii są obecne dwa standardowe układy klawiatury, jeden z których jest fonetyczny (ЧШЕРТЪ). Oprócz tego funkcjonuje także niestandardowy, lecz powszechnie używany, tradycyjny układ fonetyczny (ЯВЕРТЪ). Wprowadzenie różniącego się od niego standardu w 2006 r. wiązało się z licznymi kontrowersjami i nie był też jasny tego powód, szczególnie w obecności dużo bardziej ergonomicznego układu maszynistki.

### Układ serbski, bośniacki i czarnogórski (cyrylica)
W przeciwieństwie do pozostałych, serbski układ klawiatury, używany także w Bośni i Czarnogórze, opiera się na układzie QWERTZ używanym w krajach dawnej Jugosławii. Układ QWERTZ swoją drogą powstał wskutek zamiany miejscami klawiszy Y i Z w układzie QWERTY.

### Układ macedoński
Macedoński układ klawiatury, aczkolwiek zbliżony do układu serbskiego, zauważalnie się od niego różni. Zamienione miejscami są klawisze Ѕ i З, odpowiadające  Y i Z odpowiednio, a położenie znaków specjalnych w przypadku układu serbskiego bardziej przypominają klawiaturę niemiecką, podczas gdy macedońskiego – klawiaturę angielską. Przykładowo, na klawiaturze serbskiej bądź niemieckiej ( i ) uzyskuje się poprzez kombinacje 8+⇧ Shift i 9+⇧ Shift.

### Układy rosyjskie
Istnieją liczne nieoficjalne, fonetyczne układy klawiatury rosyjskiej, których dostępność się różni pomiędzy systemami operacyjnymi, a niektóre wymagają pobierania dodatkowego oprogramowania. W samej Rosji, jak i zdecydowanej większości obszaru postradzieckiego, używany jest układ ЙЦУКЕН.

### Układy indyjskie
Pomimo wskazanych przez InScript układów klawiatur w Indiach są także używane liczne klawiatury fonetyczne, które są m.in. od razu dostępne w systemie Windows. Używa się w nich zasad transliteracji wskazanych przez ISO 15919.

## Klawiatury bazujące na pozostałych układach

### Układ gruziński (maszynistki)

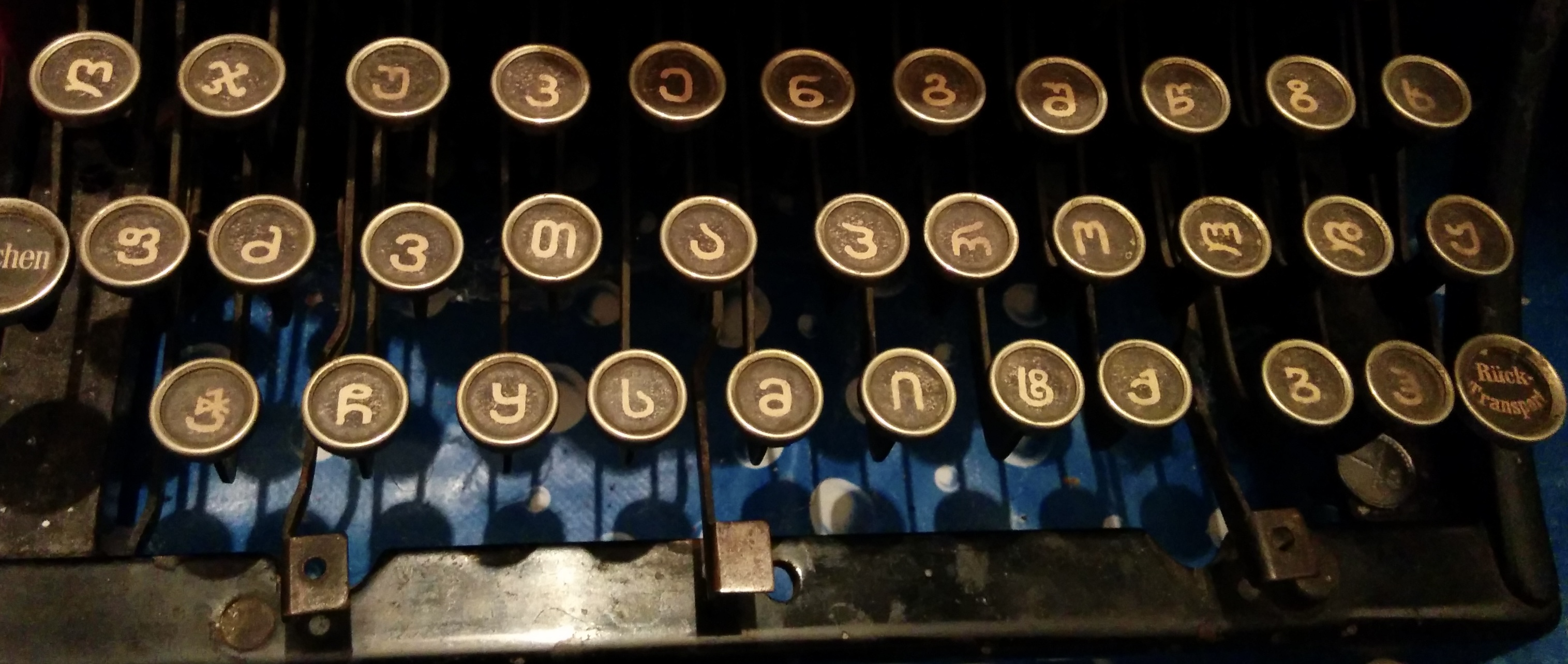
Klawiatura gruzińskiej maszyny do pisania w układzie opartym o ЙЦУКЕН

Standardowy układ klawiatury w Gruzji był powszechnie używany na maszynach do pisania. Jest to klawiatura fonetyczna oparta na rosyjskim układzie ЙЦУКЕН, aczkolwiek niektóre symbole są przesunięte w prawo, aby mogły się zmieścić wszystkie litery gruzińskie.

### JCUKEN (łaciński)
W latach 80. niektóre komputery w Związku Radzieckim były wyposażone w dwa układy klawiatury: cyryliczny ЙЦУКЕН a także łaciński, w którym litery łacińskie odpowiadały swoją wartością fonetyczną literom cyrylicy na tych samych klawiszach.

Układ klawiatury radzieckiego komputera "Elektronika MS 0511" (UKNC)